# Le Livre d'or de la science-fiction : Orbit
Le Livre d'or de la science-fiction : Orbit est une anthologie de treize nouvelles de science-fiction, toutes publiées dans la revue Orbit entre 1968 et 1976, rassemblées par Pierre K. Rey.
L'anthologie  (ISBN 2-266-01277-0) fait partie de la série Le Livre d'or de la science-fiction, consacrée à de nombreux écrivains célèbres ayant écrit des œuvres de science-fiction.
Elle ne correspond pas à un recueil qui serait déjà paru aux États-Unis ; il s'agit d'un recueil inédit de nouvelles, édité pour le public francophone, et notamment les lecteurs français.
L'anthologie a été publiée en juin 1983 aux éditions Presses Pocket dans la collection Science-fiction, no 5163. L'image de couverture a été réalisée par Marcel Laverdet.

## Préface
- « Il y avait un mur » : préface de Pierre K. Rey (pages 7 à 34).

## Liste et résumés des nouvelles

### Animal
- Titre original : Animal.
- Auteur : Carol Emshwiller.
- Publication : 1968
- Situation dans l'anthologie : pages 35 à 46.
- Résumé :
- Liens externes :

### Demain, le silence
- Titre original : The Chosen.
- Auteur : Kate Wilhelm.
- Publication : 1970
- Situation dans l'anthologie : pages 47 à 67.
- Résumé :
- Liens externes :

### Le Souvenir à venir
- Titre original : Remembrance to Come.
- Auteur : Gene Wolfe.
- Publication : 1970
- Situation dans l'anthologie : pages 68 à 80.
- Résumé :
- Liens externes :

### La Suite au prochain rocher
- Titre original : Continued on Next Rock.
- Auteur : Raphaël A. Lafferty.
- Publication : 1970
- Situation dans l'anthologie : pages 81 à 108.
- Résumé :
- Remarque : la nouvelle a été publiée dans l'anthologie Histoires d'immortels.
- Liens externes :

### Pour contenter Amaryllis
- Titre original : To sport with Amaryllis.
- Auteur : Richard Hill.
- Publication : Orbit no 7, juin 1970.
- Situation dans l'anthologie : pages 109 à 119.
- Résumé : Harley et Amaryllis sont un couple de Californiens qui notamment vénèrent Andy Warhol. Ils vivent dans la contre-culture californienne et se moquent des vieilles valeurs conservatrices. Ils mangent, boivent, dorment, font l'amour dans la chaîne de magasins Lipschits, spécialisée dans le mode de vie révolté. On apprend dans les dernières lignes de la nouvelle que Lipschits est un homme tout ce qu'il y a de plus conservateur, qui manipule sans vergogne les prétendus et naïfs rebelles.
- Remarque : la nouvelle a été publiée dans l'anthologie Histoires de rebelles sous le titre « Prendre son pied avec Amaryllis ».
- Liens externes :
  - « Notice » sur le site NooSFere
  - Notice sur iSFdb (publications de la nouvelle)

### Tour d'ivoire
- Titre original : Horse of air.
- Auteur : Gardner R. Dozois.
- Publication : 1970
- Situation dans l'anthologie : pages 120 à 138.
- Résumé :
- Liens externes :

### En direct de Berchtesgaden
- Titre original : Live, from Berchtesgaden.
- Auteur : George Alec Effinger.
- Publication : 1972
- Situation dans l'anthologie : pages 139 à 153.
- Résumé :
- Liens externes :

### Idio
- Titre original : Idio.
- Auteur : Doris Piserchia.
- Publication : 1974
- Situation dans l'anthologie : pages 154 à 168.
- Résumé :
- Liens externes :

### Un amour de reinette
- Titre original : Young love.
- Auteur : Grania Davis.
- Publication : 1974
- Situation dans l'anthologie : pages 169 à 189.
- Résumé :
- Liens externes :

### Retour aux sources…
Retour aux sources...
- Titre original : Meathouse Man.
- Auteur : George R. R. Martin.
- Publication : 1976
- Situation dans l'anthologie : pages 190 à 220.
- Résumé :
- Liens externes :

### Le M&M, considéré comme un engin thermonucléaire de faible puissance
- Titre original : The M&M, seen as a low-yield thermonuclear device.
- Auteur : John Varley.
- Publication : 1976
- Situation dans l'anthologie : pages 221 à 236.
- Résumé :
- Liens externes :

### Un hiver en famille en 1986
- Titre original : The Family Winter of 1986.
- Auteur : Felix C. Gotschalk.
- Publication : 1976
- Situation dans l'anthologie : pages 237 à 251.
- Résumé :
- Liens externes :

### La Veille du dernier Apollo
- Titre original : The eve of the last Apollo.
- Auteur : Carter Scholz.
- Publication : 1976
- Situation dans l'anthologie : pages 252 à 295.
- Résumé :
- Liens externes :

## Autres
- Dictionnaire des auteurs : pages 296 à 302.
- Index des publications dans Orbit : pages 303 à 319.